# Kosten der Unterkunft
Die Kosten der Unterkunft (Abkürzung KdU), amtlich Bedarfe für Unterkunft und Heizung, ist ein Begriff aus dem deutschen Fürsorgerecht, der in § 22 SGB II (Bürgergeld), § 35 SGB XII (Sozialhilfe) und § 3 AsylbLG (Asylbewerberleistung) definiert ist.
Mit dem Vierten Gesetz für moderne Dienstleistungen am Arbeitsmarkt (Bürgergeld) erhalten bedürftige Personen, die Sozialhilfe, Bürgergeld oder Sozialgeld beziehen, kein Wohngeld mehr, sondern ihr Wohnbedarf wird zusammen mit den Leistungen zum Lebensunterhalt berechnet und ausgezahlt.

## Geschichte
Vor 2005 hatten Sozialhilfeempfänger Anspruch auf Wohngeld in Form des besonderen Mietzuschusses nach §§ 31–33 WoGG a. F. Dieser wurde automatisch ohne Antragserfordernis geleistet, wobei das Einkommen für die Berechnung der Höhe des Anspruches pauschalisiert wurde. Der besondere Mietzuschuss war nur dann ausgeschlossen, wenn er höher gewesen wäre als der Anspruch auf Sozialhilfe, in so einem Fall konnte jedoch immer noch das allgemeine Wohngeld beansprucht werden.
Darüber hinaus gehende Unterkunftskosten konnten auf Basis von § 12 BSHG i. V. m. § 3 der Verordnung zur Durchführung des § 22 des Bundessozialhilfegesetzes gewährt werden. Galten die Kosten der Unterkunft als nicht angemessen bzw. zu hoch, konnten die Leistungsbezieher wie heute zur Senkung der Unterkunftskosten innerhalb einer angemessenen Frist aufgefordert werden. Lief die Frist ab, wurden die Leistungen komplett eingestellt (Alles-oder-nichts-Prinzip).

## Auszahlung der Kosten der Unterkunft
Kosten der Unterkunft werden grundsätzlich als Geldleistung erbracht. Ein Anspruch auf Sachleistungen, etwa eine konkrete Wohnung, besteht nicht.
Die Kosten der Unterkunft werden in der Regel zusammen mit dem Regelbedarf an den Leistungsbezieher ausgezahlt, der sie dann an den Vermieter weiterzureichen hat. Auf Antrag des Leistungsbeziehers hat der Leistungsträger die Kosten der Unterkunft direkt an den Vermieter auszuzahlen. Nach § 22 Abs. 7 SGB II sollen die Kosten der Unterkunft von Amts wegen an den Vermieter ausgezahlt werden:
- wenn aufgrund zweckwidrigen Verbrauchs der Kosten der Unterkunft die fristlose Kündigung des Mietvertrags droht
- wenn eine Stromsperre droht, weil der Leistungsbezieher den Regelbedarf nicht bedarfsgerecht einsetzt
- bei Alkohol- oder Drogensucht oder bei manisch-depressiven Erkrankungen
- wenn der Leistungsbezieher verschuldet ist
- bei einer Sanktion von 60 Prozent oder höher (§ 31a Abs. 3 SGB II)

Dies gilt sowohl für die Miete, als auch für die Nebenkosten, wobei letztere teilweise nicht an den Vermieter, sondern zum Beispiel an den Energieversorger gezahlt werden.
Bei den Kosten der Unterkunft soll grundsätzlich das Kopfteilprinzip angewendet werden, das heißt, die Kosten der Unterkunft werden entsprechend der Anzahl der in der Wohnung lebenden Personen aufgeteilt. Leben demnach Personen in der Wohnung, die nicht zur Bedarfsgemeinschaft gehören und selber keine Leistungen erhalten, werden die Kosten der Unterkunft für die Bedarfsgemeinschaft um den Anteil dieser Person gekürzt, da erwartet wird, dass sie sich mit ihrem Anteil entsprechend an den Kosten der Unterkunft beteiligt. Sind die Anteile aufgrund vertraglicher Pflichten festgelegt, gilt das Kopfteilprinzip nicht, ebenso, wenn etwa ein Untermietvertrag vorliegt. Außerdem kann in besonderen Fällen eine Abweichung vom Kopfteilprinzip gerechtfertigt sein, etwa dann, wenn ein Mitglied der Bedarfsgemeinschaft vollständig sanktioniert wurde. Dann sind bei den anderen Mitgliedern der Bedarfsgemeinschaft die anteiligen Kosten der Unterkunft entsprechend zu erhöhen, da ansonsten eine rechtswidrige Sippenhaftung entstehen würde.

## Berücksichtigungsfähige Kosten der Unterkunft
Nach § 22 Abs. 1 SGB II werden grundsätzlich die tatsächlichen Kosten der Unterkunft und Heizung anerkannt, soweit sie angemessen sind. Voraussetzung für die Berücksichtigung der Kosten ist zunächst, dass der Leistungsbezieher die Wohnung auch tatsächlich bewohnt. Bestehen daran Zweifel, kann der Grundsicherungsträger einen Hausbesuch veranlassen. Verweigert der Leistungsbezieher dem Außendienst den Zutritt zur Wohnung, ist er in der Beweispflicht, dass er die Wohnung tatsächlich bewohnt.
Als Unterkunft im Sinne des Gesetzes gilt jede Einrichtung, die Schutz vor der Witterung bietet und eine gewisse Privatsphäre gewährleistet. Damit gilt etwa auch ein Wohnwagen oder ein Wohnmobil als eine Unterkunft, für die Kosten der Unterkunft zu übernehmen seien, selbst wenn die Nutzung als Unterkunft nach straßenverkehrlichen Vorschriften rechtswidrig ist. Ein Leistungsbezieher hat in jedem Fall ein Anrecht auf Übernahme der angemessenen Kosten für eine Wohnung, ein Verweis durch den Leistungsträger auf eine Obdachlosenunterkunft ist unzulässig.
Zuletzt müssen die Kosten auch tatsächlich anfallen; der Leistungsbezieher muss einer wirksamen und nicht dauerhaft gestundeten Mietforderung ausgesetzt sein. Dabei ist im Prinzip auch eine reine Gefälligkeitsmiete oder lediglich eine Zahlung der anfallenden Betriebskosten als wirksame Forderung anzusehen. Auch ein lediglich mündlich geschlossener Mietvertrag ist eine wirksame Forderung, da Mietverträge nicht der Schriftform bedürfen. Verstricken sich jedoch die Mietparteien in gegenseitige Widersprüche, kann von einem Scheingeschäft ausgegangen werden, sodass die Kosten der Unterkunft nicht zu übernehmen sind. Auch Mietrückstände über mehrere Jahre, ohne dass es zu Vollstreckungsmaßnahmen oder zumindest einer Zwangsräumung der Wohnung gekommen ist, können die Annahme eines Scheingeschäfts begründen.
Abweichend gilt bei der Sozialhilfe, dass behinderte Kinder, die bei ihren Eltern leben, grundsätzlich keine Kosten der Unterkunft erhalten, das Kopfteilprinzip gilt hier nicht. Auch Untermietverträge zwischen den Eltern und dem Kind werden grundsätzlich nicht anerkannt.
Kosten der Unterkunft und Heizung gelten bei Leistung von Arbeitslosengeld II, Sozialgeld, Hilfe zum Lebensunterhalt, Grundsicherung im Alter und bei Erwerbsminderung sowie bei der ergänzenden Hilfe zum Lebensunterhalt nach § 27a des Bundesversorgungsgesetzes (BVG) für die Dauer von sechs Monaten in der tatsächlichen Höhe als angemessener Bedarf, wenn der Bewilligungszeitraum in der Zeit vom 1. März bis 30. Juni 2020 beginnt (§ 67 SGB II, § 141 SGB XII, § 88a BVG in der Fassung des Sozialschutz-Pakets vom 27. März 2020).

### Kaltmiete
Nach der vom Bundessozialgericht festgelegten Produkttheorie berechnete sich die angemessene Höhe der Kaltmiete aus dem Produkt der angemessenen Wohnungsgröße und dem angemessenen Quadratmeterpreis. Demnach kann z. B. die Wohnung größer sein, wenn dafür der Quadratmeterpreis geringer ausfällt und so die Wohnung im Ergebnis noch angemessen ist. Die angemessene Wohnungsgröße bestimmt sich nach den Wohnraumgrößen für Wohnberechtigte im sozialen Wohnungsbau und ist damit je nach Bundesland unterschiedlich. Zuschläge für bestimmte Personengruppen wie Alleinerziehende und Behinderte sind hierbei nicht zu berücksichtigen.
Im Falle einer temporären Bedarfsgemeinschaft, bei der sich die Kinder des Leistungsbeziehers im Rahmen der Ausübung des Umgangsrechts zeitweise in dessen Wohnung aufhalten, bestimmt sich die angemessene Wohnungsgröße nach der Hälfte des Wohnraumbedarfs für zusätzliche Personen in der Bedarfsgemeinschaft.

### Angemessenheit der Kosten
Zur Angemessenheit der Kosten gab es im Laufe der Zeit verschiedene Gerichtsurteile. Die Städte und Gemeinden in Deutschland werden abhängig vom jeweiligen Mietenniveau seit 1. Januar 2020 in sieben Mietenstufen eingeteilt.
Zur Ermittlung der Daten werden sowohl auf dem Markt angebotene Mietwohnungen als auch bereits vermietete Wohnungen berücksichtigt. Nicht zu berücksichtigen sind hierbei besondere Wohnverhältnisse wie Wohnheime, Herbergen, Ferienunterkünfte und Montagewohnungen, auch Gefälligkeitsmietverhältnisse etwa zwischen Verwandten dürfen nicht in die Berechnung mit einfließen. Außerdem müssen die Daten vergleichbar sein, das heißt, es muss entweder die Brutto- oder die Nettokaltmiete als Grundlage dienen. Bei ersterem müssen die Nebenkosten separat ermittelt werden. Die Datenbasis musste mindestens zehn Prozent aller Mietwohnungen im räumlichen Vergleichsraum umfassen. Besteht die Datenbasis zum überwiegenden Teil aus Leistungsempfängern selbst, darf daraus nicht einfach ein Durchschnittswert errechnet werden, denn dies würde zu einem Zirkelschluss führen. In dem Fall muss vielmehr die obere Preisgrenze als angemessene Kosten gewählt werden.
Ein Mietspiegel, sowohl ein einfacher als auch ein qualifizierter, kann unter bestimmten Umständen die Basis bilden. Allerdings darf der Mietspiegel nicht auf bestimmte Bauklassen beschränkt sein. Außerdem ist eine schlichte Berechnung des arithmetischen Mittelwerts aus den Daten des Mietspiegels keine zulässige Methode, um die angemessene Miete zu bestimmen. Selbiges gilt, wenn der Mietspiegel Wohnungen ohne Zentralheizung oder ohne Dusche enthält, denn diese sind auch für einen ALG-II-Empfänger unzumutbar. Weder dürfen diese auf solche Wohnungen verwiesen werden noch dürfen sie in die Berechnung der zumutbaren Miete einfließen.
Existiert kein schlüssiges Konzept, wird hilfsweise zur Bestimmung der angemessenen Kosten die Wohngeldtabelle, zuzüglich eines Aufschlags von zehn Prozent, herangezogen. Zeitweise war strittig, ob dies auch nach der Wohngeldnovelle 2009 und den damit verbundenen Erhöhungen der Tabellenwerte galt, hier entschied jedoch inzwischen das Bundessozialgericht, dass auch auf die neuen Werte ein Aufschlag hinzuzufügen ist. Dies entbindet den Grundsicherungsträger jedoch nicht von der Amtsermittlungspflicht und damit der Pflicht zur Erstellung eines schlüssigen Konzepts. Kritisiert wird, dass die Ämter häufig auf fragwürdige Unternehmen zurückgreifen. Der Grundsicherungsträger muss darlegen, wieso ein schlüssiges Konzept nicht erstellt werden kann, etwa aufgrund fehlender Daten für die Vergangenheit, weswegen keine Berechnung möglich ist. Ebenso hat der Grundsicherungsträger bei einem Gerichtsprozess im Rahmen seiner prozessualen Mitwirkungspflicht nach § 103 SGG die notwendigen Datenerhebungen nachzuholen, wobei er dazu auch anderweitige hinreichend konkrete Datenquellen wie Nachforschungen bei örtlichen Wohnungsbaugesellschaften oder Daten der Wohngeldbehörde nutzen kann. Das Gericht kann die Kosten für eigene Ermittlungen nach § 192 Abs. 4 SGG dem Grundsicherungsträger auferlegen.
Zu berücksichtigen ist weiter, ob nach der Struktur des Wohnungsmarktes am konkreten Wohnort der Leistungsberechtigte tatsächlich auch die Möglichkeit hat, eine abstrakt als angemessen eingestufte Wohnung konkret auf dem Wohnungsmarkt anmieten zu können. Die Beweispflicht hierfür liegt zunächst beim Leistungsbezieher. Dieser muss nachweisen, dass er sich intensiv und mit allen ihm zumutbar erreichbaren Hilfen und Hilfsmitteln bemüht hat, eine angemessene Wohnung auf dem Wohnungsmarkt zu finden. Als zumutbar gelten das Setzen auf die Warteliste von Wohnungsbaugesellschaften und die Bewerbung auf angemessene Wohnungen, sofern verfügbar. Eine reine Vorlage von Zeitungsannoncen reicht nicht aus. Sind diese Voraussetzungen erfüllt, muss der Grundsicherungsträger auch unangemessen hohe Kosten übernehmen, sofern er kein konkretes angemessenes Wohnungsangebot dem Leistungsbezieher vorlegen kann. Basiert das schlüssige Konzept auf einem qualifizierten Mietspiegel und ist dessen Durchschnittswert angewandt worden oder macht der Mietspiegel Aussagen über die Häufigkeit von Wohnungen mit angemessenem Quadratmeterpreis, ist in der Regel davon auszugehen, dass es auch tatsächlich angemessene Wohnungen in ausreichendem Maße gibt.
Das Bundessozialgericht hat in einem Grundsatzurteil vom 7. Oktober 2022 entschieden, dass behinderte Menschen, die aufgrund ihrer Behinderung auf dem Wohnungsmarkt diskriminiert werden, einen Anspruch auf Hilfe bei der Wohnungssuche durch den Grundsicherungsträger haben. Wird diese Hilfe nicht erteilt, führt dies zu einer Beweislastumkehr zulasten des Grundsicherungsträgers, d. h. die Wohnung ist grundsätzlich als angemessen anzusehen.
Kosten für eine unangemessene Wohnung werden nach § 22 Abs. 1 SGB II nur so lange anerkannt, wie es Leistungsberechtigten nicht möglich oder nicht zuzumuten ist, durch einen Wohnungswechsel, durch Vermieten oder auf andere Weise die Kosten zu senken, in der Regel jedoch längstens für sechs Monate. Dies muss dem Leistungsberechtigten durch eine sogenannte Kostensenkungsaufforderung mitgeteilt werden. Diese muss die Angabe der Höhe der angemessenen Kosten beinhalten. Eine Kostensenkungsaufforderung ist auch dann erforderlich, wenn der Leistungsbezieher in seiner alten Wohnung keine Leistungen bezog und erst durch den Umzug in die unangemessene Wohnung hilfebedürftig wurde; etwas anderes gilt nur, sofern der Leistungsbezieher vorsätzlich in eine Luxuswohnung umgezogen ist, um eine Leistungspflicht auszulösen. Die Kostensenkungsaufforderung hat lediglich informativen und aufklärenden Charakter und ist kein Verwaltungsakt, gegen welchen Rechtsmittel möglich wären. Nach Ablauf der Frist sind nur noch die angemessenen Kosten zu übernehmen. Allerdings ist eine Feststellungsklage vor dem Sozialgericht zulässig, wenn mit ihr die Unzumutbarkeit oder die Unmöglichkeit der Kostensenkung erklärt wird, nicht jedoch, wenn die Angemessenheitsgrenze an sich angegriffen wird.
Bestimmte Gründe können dazu führen, dass ein Umzug zwecks Senkung der Unterkunftskosten unzumutbar ist, sodass ausnahmsweise auch unangemessene Unterkunftskosten übernommen werden müssen. Dazu zählen etwa die Belange minderjähriger Kinder, die durch einen Umzug die Schule wechseln müssten, sowie die Betreuung der Kinder von Alleinerziehenden, wenn diese durch einen Umzug verloren ginge. Auch bei behinderten und pflegebedürftigen Personen sowie ihre betreuenden und pflegenden Familienangehörige kann ein Umzug unzumutbar sein, wenn dadurch die Pflege und Betreuung nicht mehr gewährleistet wäre. Personen im Rentenalter ist ein Umzug regelmäßig nicht zumutbar.
Der Leistungsbezieher kann durch Untervermietung der eigenen Unterkunft die Kosten der Unterkunft senken, sodass eine an sich unangemessene Wohnung als angemessen gilt. Die Mieteinnahmen sind insofern nicht als Einkommen anzurechnen; lediglich wenn die Mieteinnahmen die Kosten der Unterkunft übersteigen würden, käme eine Anrechnung als Einkommen in Betracht.

### Nebenkosten
Zu den Aufwendungen für die Unterkunft zählen neben der Kaltmiete auch die angemessenen Nebenkosten. Als Nebenkosten werden die Kosten berücksichtigt, die nach § 556 BGB in Verbindung mit der Betriebskostenverordnung vom Vermieter auf den Mieter umgelegt werden dürfen. Demnach zählt auch ein Kabelanschluss zu den berücksichtigungsfähigen Nebenkosten, wenn dieser Bestandteil des Mietvertrags ist und nicht abbestellt werden kann, nicht jedoch der monatliche Rundfunkbeitrag. Insoweit besteht ein Befreiungssanspruch gem. § 4 Abs. 1 Nr. 3 des Rundfunkbeitragsstaatsvertrags. Bei pflegebedürftigen Menschen kommen auch die Kosten für Dienstleistungen im Rahmen eines Betreuten Wohnens als berücksichtigungsfähige Nebenkosten in Betracht. Auch Nutzungsentgelte für eine (teil-)möblierte Wohnung können berücksichtigt werden, wenn die Wohnung ohne Möbel nicht anmietbar ist.
Nach § 22 Abs. 3 SGB II wirken sich Rückzahlungen aus Nebenkostenvorauszahlungen im darauffolgenden Monat bedarfsmindernd auf die Kosten der Unterkunft aus. Dabei ist der tatsächliche Bedarf maßgebend und nicht lediglich der als angemessen anerkannte Bedarf. Ähnlich wie bei der Kaltmiete sind die Kosten nach dem Kopfteilprinzip aufzuteilen, dabei spielen jedoch lediglich die Verhältnisse zum Zeitpunkt der Rückzahlung eine Rolle, Veränderungen in der Größe der Wohngemeinschaft während des Bedarfszeitraums bleiben unberücksichtigt. Nur tatsächliche Rückzahlungen können eine Bedarfsminderung auslösen; eine Berücksichtigung einer fiktiven Rückzahlung auf Basis dessen, dass der Leistungsbezieher die Kosten der Unterkunft zweckwidrig eingesetzt hat, ist rechtswidrig. Seit höchstrichterlich entschieden ist, dass bei Leistungsbeziehern die Rückzahlung aufgrund von § 394 BGB nicht mit bestehenden Schulden aufgerechnet werden darf, wirkt sich die Rückzahlung auch in diesem Fall bedarfsmindernd aus.
Umgekehrt gilt bei Nachforderungen, dass diese auch dann berücksichtigt werden müssen, wenn sich die Nachforderung auf Zeiträume bezieht, an denen der Leistungsbezieher keine Leistungen bezogen hat, solange die Nachzahlungsaufforderung während des Leistungsbezugs eintrifft. Nachforderungen, die sich auf eine nicht mehr bewohnte Wohnung beziehen, weil der Leistungsbezieher zwischenzeitlich umgezogen ist, können nur dann berücksichtigt werden, wenn sich der Leistungsbezieher in dem Zeitraum, auf den sich die Nachforderung bezieht, im Leistungsbezug befand und wegen einer Kostensenkungsaufforderung des Leistungsträgers oder aufgrund einer erteilten Zusicherung zum Umzug umgezogen ist. War der Leistungsbezieher im fraglichen Zeitraum hingegen nicht hilfebedürftig, ist die Nachzahlung nicht berücksichtigungsfähig.
Da die Stromkosten bereits im Regelbedarf enthalten sind, sind diese keine berücksichtigungsfähigen Kosten der Unterkunft. Bei einer Betriebskostenabrechnung werden daher die Stromkosten regelmäßig herausgerechnet. Grundsätzlich sind auch die Kosten für den Betrieb des Herdes im Regelbedarf enthalten, verfügt die Wohnung jedoch über einen Gasherd und ist der Gasverbrauch des Herdes nicht individuell feststellbar, darf kein fiktiver Betrag abgezogen werden. Gleiches gilt, wenn eine Inklusivmiete vereinbart wurde und damit keine Betriebskostenabrechnung erstellt wird, sodass der tatsächliche Stromverbrauch nicht feststellbar ist; auch in diesem Fall dürfen keine fiktiven Kosten abgezogen werden.

### Heizkosten und Warmwasserbereitung
Heizkosten sind in tatsächlicher Höhe, etwa als monatliche Abschlagszahlungen oder als einmalig anfallenden Heizkosten, zu übernehmen, soweit sie nicht unangemessen hoch sind. Handelt es sich um eine Heizung, die sich in der Wohnung des Mieters befindet, so sind auch die Kosten für den Betrieb der Heizung zu übernehmen. Werden die Heizmittel vom Leistungsbezieher selbst beschafft, ist in der Regel eine Bevorratung für die Laufzeit des aktuellen Bewilligungszeitraums angemessen, darüber hinaus dann, wenn ein weiterer Leistungsbezug zu erwarten ist.
Zu den Heizkosten zählen seit dem 1. Januar 2011 auch die Kosten der Warmwasserbereitung, wenn das Warmwasser zentral bereitgestellt wird. Der Mehrbedarf für die Warmwassererzeugung gehört zu den Kosten der Unterkunft und ist nicht aus der Regelleistung zu zahlen, weil darin kein Anteil für die Warmwassererzeugung enthalten ist. Bereits dem Urteil des Landessozialgerichts Sachsen v. 29.03.2007, L 3 AS 101/06 2007, war zu entnehmen, dass in der Regelleistung noch nie ein Anteil für die Warmwasserbereitung enthalten war. Diese Tatsache führte ab 2011 erstmals zur Einführung einer Mehraufwandsentschädigung für die Warmwasserbereitung.
Bei "dezentraler Warmwasserbereitung" werden die Kosten als Mehrbedarf anerkannt. Beim Mehrbedarf für die dezentrale Warmwassererzeugung handelt es sich zunächst nur um einen Grundbetrag. Dieser orientiert sich an der Höhe des jährlichen Regelbedarfs. Die tatsächlichen Kosten (abweichender Bedarf) können allerdings deutlich höher sein und werden in bestimmten Fällen übernommen. Im SGB II, § 21, Absatz 7, heißt es dazu: „Bei Leistungsberechtigten wird ein Mehrbedarf anerkannt, soweit Warmwasser durch die in der Unterkunft installierte Vorrichtungen (dezentrale Warmwassererzeugung) erzeugt wird …. soweit nicht im Einzelfall ein "abweichender Bedarf" besteht oder ein Teil des angemessenen Warmwasserbedarfs nach § 22 Absatz 1 anerkannt wird.“ Im SGB II, § 22, Absatz 1 heißt es: „(1) Bedarfe für Unterkunft und Heizung werden in Höhe der "tatsächlichen Aufwendungen" anerkannt, soweit diese angemessen sind.“
Wie dem Urteil des Landessozialgerichts Niedersachsen-Bremen vom 22. Mai 2019 – L 13 AS 207/18 ZVW – zu entnehmen ist, sind jährlich pro Person 700 kWh Strom für die dezentrale Warmwassererzeugung mittels elektrischem Durchlauferhitzer angemessen. Inzwischen gibt es ein weiteres Urteil des Sozialgerichts Augsburg vom 31.01.2020 – S 11 AS 223/19 –, nach dem 800 kWh Strom für eine Person jährlich angemessen sind. Bei einem Preis von 0,30 Euro je kWh Strom stehen damit jedem Erwachsenen jährlich 240 Euro für die dezentrale Warmwassererzeugung zu.
Laut Urteil – L 10 AS 584/15 – des Landessozialgerichts Mecklenburg-Vorpommern vom 28. Januar 2020 ist der tatsächliche Verbrauch für die dezentrale Warmwasserbereitung zu berücksichtigen. Demnach waren 2014 für eine Person 900 kWh Strom für einen elektrischen Durchlauferhitzer angemessen, bzw. es wurden im Urteil 1285,71 kWh Gas für einen Gasdurchlauferhitzer anerkannt. Im Urteil heißt es:
"Zuzüglich zum Regelbedarf hat die Klägerin einen Anspruch auf einen Mehrbedarf für die dezentrale Warmwassererzeugung nach § 21 Abs. 7 Satz 2 SGB II i. H. v. 17,44 € monatlich. Durch das BSG ist geklärt worden, dass nach der gesetzgeberischen Konzeption dem tatsächlichen Verbrauch für alle Fälle der Vorrang vor den pauschalierten Bemessungssätzen zukommen soll. (BSG, Urteil vom 7. Dezember 2017 – B 14 AS 6/17 R –, BSGE 125, 22-29, SozR 4-4200 § 21 Nr 28, Rn. 27) Dies bedeutet, dass ein Rückgriff auf die Pauschalen in § 21 Abs. 7 Satz 2 Nr. 1 – 4 SGB II regelmäßig nicht in Betracht kommt."
Ein etwaiges schlüssiges Konzept wie bei der Miete wird bei der Bestimmung der angemessenen Heizkosten nicht verlangt, da die Höhe der Heizkosten im individuellen Fall von zu vielen Faktoren abhängt. Ein Schätzen der angemessenen Heizkosten ins Blaue hinein ist jedoch unzulässig. Im Zweifelsfall können daher Heizkostenspiegel wie der bundesweite Heizkostenspiegel zu Rate gezogen werden. Übersteigen die Heizkosten jedoch die Werte im Heizkostenspiegel, heißt das noch nicht automatisch, dass die Heizkosten unangemessen sind. Der Leistungsbezieher muss in diesem Fall darlegen, wieso die Heizkosten so hoch waren und wieso sie in seinem Fall noch angemessen sind. Dass eine Wohnung mit einem Ofen geheizt wird, der Heizkostenspiegel aber nur Wohnungen mit Zentralheizung umfasst, spielt hierbei keine Rolle. Ebenfalls spielt keine Rolle, ob die Wohnung schlecht gedämmt ist und deswegen hohe Heizkosten anfallen, auch in diesem Fall sind die Heizkosten unangemessen.
Hat der Hilfeempfänger keine laufenden Abschläge für Heizkosten an den Vermieter oder den Energieversorger zu zahlen, sondern besorgt er sich die Brennstoffe (Holz, Kohle, Heizöl oder Flüssiggas) bei Bedarf unmittelbar selbst, so hat er Anspruch auf Übernahme der Kosten für die Beschaffung des Brennstoffs (sog. Brennstoffbeihilfe) in tatsächlicher Höhe, soweit die Kosten angemessen sind. Die Angemessenheit richtet sich ebenfalls nach dem bundesweiten oder kommunalen Heizspiegel.
Der Grundsicherungsempfänger kann im Regelfall die tatsächlichen Heizkosten bis zur Obergrenze aus dem Produkt des Wertes für extrem hohe Heizkosten mit der angemessenen Wohnfläche (in Quadratmetern) geltend machen. Anders als bei der Sozialhilfe nach dem SGB XII, räumt das SGB II dem Leistungsträger keine Pauschalierungsmöglichkeit ein.
Sind die Heizkosten im konkreten Fall unangemessen, hat der Grundsicherungsträger, wie auch bei einer unangemessenen Miete, dem Leistungsbezieher zuerst eine Kostensenkungsaufforderung zu übermitteln. Ist eine Senkung der Heizkosten auf anderem Wege nicht möglich, kann der Leistungsbezieher auch zu einem Umzug verpflichtet werden. Ein Umzug allein wegen unangemessen hoher Heizkosten ist aber nur dann zumutbar, wenn die Gesamtkosten in der neuen Wohnung, einschließlich der Miete, geringer ausfallen.

### Sonstige Kosten der Unterkunft
Ergeben sich aus dem Mietvertrag sonstige Verpflichtungen des Mieters, können diese berücksichtigungsfähig sein. Dazu zählen etwa Kosten für Schönheitsreparaturen in der Wohnung; diese sind nicht im Regelbedarf enthalten und daher sind in jedem Fall die angemessenen Kosten zu übernehmen. Auch die Kosten für eine Auszugsrenovierung sind grundsätzlich berücksichtigungsfähig. Eine Einzugsrenovierung hingegen kann nur dann berücksichtigt werden, wenn diese ortsüblich sind, weil es keine nennenswerte Anzahl an renovierten Wohnungen auf dem örtlichen Wohnungsmarkt gibt und wenn sie zur Herstellung des Standards einer Wohnung im unteren Marktsegment erforderlich ist. Ebenfalls berücksichtigungsfähig ist eine Nutzungsentschädigung, die ein Miteigentümer einer selbst genutzten Wohnung an die anderen Miteigentümer zu zahlen hat.
Hält der Grundsicherungsträger einzelne Klauseln des Mietvertrags für unwirksam, darf er nicht einfach die Leistungen kürzen. Vielmehr muss er eine Kostensenkungsaufforderung an den Leistungsbezieher stellen und in diesem den Rechtsstandpunkt der Behörde in einer Weise darstellen, die es dem Leistungsbezieher ermöglicht, rechtlich gegen den Vermieter vorzugehen. Etwas anderes gilt nur, sofern die Unwirksamkeit der Klauseln dem Leistungsbezieher bekannt war oder bekannt sein müsste. Kommt es dadurch zu einem Rechtsstreit mit dem Vermieter, sind die Verfahrenskosten vom Grundsicherungsträger zu erstatten.

### Unterkunftskosten bei Wohneigentum
Bei Wohnungseigentum sind die tatsächlichen Aufwendungen bis zur Höhe der angemessenen Kosten für eine Mietwohnung zu berücksichtigen. Als Aufwendungen zählen hierbei alle Kosten, die nach § 7 Abs. 2 der Durchführungsverordnung zum § 82 SGB XII von Einnahmen aus Vermietung und Verpachtung abgesetzt werden können. Die Kosten für den Betrieb der Heizungsanlage sind separat als Teil der Heizkosten zu berücksichtigen. Tilgungsraten werden nur in Ausnahmefällen berücksichtigt, etwa wenn die Finanzierung kurz vor dem Abschluss steht und der Leistungsbezieher sonst das Wohneigentum verlieren würde.
Bei der Prüfung, ob die Kosten eines selbst genutzten Wohneigentums noch angemessen sind, sind die im Kalenderjahr anfallenden Kosten zu berücksichtigen. Kosten, die nicht monatlich, sondern in größeren Abständen anfallen (wie die Grundsteuer), sind in dem Monat, in dem sie entstehen, in voller Höhe zu berücksichtigen; es gibt keine Rechtsgrundlage dafür, die Kosten der Unterkunft bei einer Eigentumswohnung gleichmäßig auf zwölf Monate aufzuteilen.
Nach § 22 Abs. 2 SGB II werden nur unabweisbare Aufwendungen für Instandhaltung und Reparatur übernommen. Die Aufwendungen sind nur dann unabweisbar, wenn ansonsten Baufälligkeit oder Unbewohnbarkeit drohen würde und die Arbeiten nicht länger aufschiebbar sind. Keinesfalls dürfen diese Reparaturen zu einer Verbesserung des Wohnstandards führen. Diese Aufwendungen müssen tatsächlich anfallen; die Bildung einer Investitionsrücklage ist nicht berücksichtigungsfähig, es sei denn, der Eigentümer ist über eine Wohnungseigentümergemeinschaft rechtlich dazu verpflichtet, Rücklagen zu bilden.
Der Staat muss nach einem Urteil des Bundesverfassungsgerichts zwar auf der einen Seite das menschenwürdige Existenzminimum garantieren, auf der anderen Seite aber nicht „jedwede Unterkunft“ im Falle einer Bedürftigkeit finanzieren und die Mietkosten nicht unbegrenzt erstatten.

### Berechnung der Wohnfläche
Bundesweit einheitliche Kriterien für die Kosten bezogen auf die Wohnfläche gab es zunächst nicht, da die Verhältnisse in den Flächenländern und Großstädten sehr unterschiedlich sind. Daher entstand der Begriff angemessene Wohnfläche. Bei der Bestimmung der angemessenen Wohnungsgröße ist allein auf die Größe der Bedarfsgemeinschaft abzustellen, andere Bewohner der Wohnung sind nicht miteinzubeziehen und separat zu erfassen. Demnach ist für zwei Personen, die in einer reinen Wohngemeinschaft zusammen wohnen, das Doppelte der Wohnungsgröße für eine Person angemessen und nicht etwa die Wohnungsgröße für zwei Personen.
Um den angemessenen Quadratmeterpreis zu bestimmen, musste ein sogenanntes schlüssiges Konzept vorliegen. Um den angemessenen Quadratmeterpreis zu bestimmen, musste ein räumlicher Vergleichsmaßstab vorliegen. Dieser musste groß genug sein, um aufgrund der Nähe und Infrastruktur einen homogenen Lebensbereich zu bilden. Der räumliche Vergleichsmaßstab darf dabei nicht auf besonders günstige Stadtteile beschränkt werden, um einer Ghettobildung entgegenzuwirken. Für die Bestimmung des angemessenen Quadratmeterpreises zugrunde zu legen ist ein einfacher, im unteren Marktsegment liegender Standard, die Wohnung muss einfachen und grundlegenden Bedürfnissen genügen. Der Quadratmeterpreis muss nach verschiedenen Wohnungsgrößen differenziert werden.
Berücksichtigungsfähig sind nur die Kosten für privaten Wohnraum, nicht aber für gewerblich genutzte Räume. Die Kosten für eine Garage sind nicht berücksichtigungsfähig, es sei denn, die Wohnung ist ohne Garage nicht anmietbar und die Kosten sind insgesamt noch angemessen. In bestimmten Fällen können die Kosten für die Einlagerung der Möbel berücksichtigungsfähig sein, etwa bei einer Zwangsräumung, wenn der Leistungsbezieher in einer Notunterkunft lebt und deswegen seine Möbel nicht nutzen kann.

## Kostenregelung im Gesetz
Bis 1. April 2011 enthielt § 27 SGB II a. F. eine Verordnungsermächtigung, die es dem Gesetzgeber ermöglichte, die angemessenen Kosten der Unterkunft bundesweit einheitlich zu bestimmen. Zunächst machte der Gesetzgeber hiervon keinen Gebrauch, sondern schuf durch die §§ 22a bis 22c SGB II die Möglichkeit, im Rechtskreis SGB II die örtlich angemessenen Kosten per Satzung (bzw. Verordnung im Falle der Stadtstaaten) zu bestimmen sowie die angemessenen Kosten zu pauschalisieren. Sind in dieser Satzung auch die Belange behinderter und älterer Menschen berücksichtigt, gilt sie auch für den Rechtskreis SGB XII. Hiermit erhoffte sich der Gesetzgeber eine größere Rechtssicherheit sowie eine Entlastung der Sozialgerichte. In der Praxis bestätigten sich diese Hoffnungen nicht, nur sehr wenige Länder und Kommunen nutzten die Möglichkeit der Regelung der Unterkunftskosten per Satzung, die Möglichkeit der pauschalisierten Berücksichtigung der Unterkunftskosten wurde gar nie genutzt.
Das Bundessozialgericht entschied, dass an eine solche Satzung bzw. Verordnung die gleichen Voraussetzungen bezüglich eines schlüssigen Konzepts zu stellen sind wie an eine „normale“ Bestimmung der Angemessenheitsgrenze. Im konkreten Fall bezüglich der Berliner Wohnaufwendungenverordnung (WAV) entschied das Gericht zunächst, dass diese nicht für den Rechtskreis SGB XII gelte, da sie bei alten Menschen in Ausnahmefällen lediglich einen Aufschlag von bis zu 10 Prozent auf die angemessene Miete vorsieht, was die Belange dieser Personengruppe nicht ausreichend berücksichtige. Am 5. Juni 2014 erklärte das Gericht schließlich die komplette WAV für rechtswidrig und unwirksam, da die festgestellten zumutbaren Heizkosten nicht auf örtlichen Feststellungen beruhen, was aber im Falle einer Satzung/Verordnung (anders als bei einer normalen Bestimmung der angemessenen Kosten) zwingend erforderlich sei, sondern lediglich die Werte des bundesweiten Heizkostenspiegels übernommen wurden. Damit sei die gesamte Berechnung nicht schlüssig.
Zur direkten Anfechtung einer Satzung führte der Gesetzgeber das Instrument der Normenkontrolle ein, für das die Landessozialgerichte in erster Instanz zuständig sind. (§ 55a SGG) Im bisher einzigen durchgeführten Normenkontrollverfahren erklärte das schleswig-holsteinische Landessozialgericht die Satzung der kreisfreien Stadt Neumünster für rechtswidrig, weil die angemessenen Wohnflächen ohne sachlichen Grund gegenüber den Regelungen im sozialen Wohnungsbau abgesenkt wurden.

## Wohnungswechsel
Ein Wohnungswechsel ist aufgrund Art. 11 GG ohne vorherige Zustimmung des Amtes möglich und erlaubt. Eine vorherige „Zusicherung für die Leistungserbringung“ gibt allerdings die Sicherheit, dass die Übernahme der (höheren) Kosten durch den Leistungsträger in Zukunft nicht mit der Begründung versagt werden kann, dass die Hilfebedürftigkeit ohne einen rechtfertigenden Grund selbst verschuldet sei.
Die Zusicherung soll vor Abschluss des Mietvertrages erfolgen. Der Grundsicherungsträger ist zur Zusicherung verpflichtet, wenn die Kosten der neuen Wohnung angemessen sind und der Umzug erforderlich ist (§ 22 Abs. 4 SGB II). Ein erforderlicher Umzug im Sinne des Gesetzes ist insbesondere dann gegeben, wenn:
- der Grundsicherungsträger zur Senkung der Unterkunftskosten aufgefordert hat
- eine Arbeit aufgenommen wurde, die außerhalb der zumutbaren Pendelreichweite liegt
- bauliche Mängel der Wohnung wie etwa Schimmelbefall vorliegen
- die Wohnung zu beengt für die Bedarfsgemeinschaft ist
- ein über 25-Jähriger erstmals aus der Wohnung der Eltern ausziehen will
- gesundheitliche oder persönliche Gründe einen Umzug notwendig machen, etwa bei der Trennung eines Ehepaares oder die notwendig gewordene Pflege eines nahen Angehörigen
- der Leistungsbezieher zur Untermiete lebt und der Hauptmieter die Wohnung kündigt
- die Zwangsräumung unmittelbar bevorsteht

Die Erteilung der Zusicherung setzt grundsätzlich ein konkretes Wohnungsangebot voraus, an dem die Angemessenheit der neuen Unterkunft bestimmt werden kann. Eine Zusicherung kann nicht ins Blaue hinein erteilt werden. Eine weitere Voraussetzung für eine Zusicherung ist ein tatsächlicher Umzug, es besteht kein Anspruch auf die Erteilung einer Zusicherung für die aktuell bewohnte Unterkunft.
Wenn sich durch einen nicht erforderlichen Wohnungswechsel die Kosten der Unterkunft erhöhen, werden die Kosten der Unterkunft nur in Höhe der bisherigen Kosten für die alte Unterkunft übernommen (§ 22 Abs. 1 Satz 2 SGB II). Dies setzt zunächst voraus, dass der Leistungsbezieher lediglich innerhalb des räumlichen Vergleichsraums umzieht; zieht er weiter weg, etwa in den Zuständigkeitsbereich eines anderen Grundsicherungsträgers, ist die Regelung nicht anwendbar. Ebenso muss ein schlüssiges Konzept des Grundsicherungsträgers vorliegen; fehlt dieses, können die Kosten der Unterkunft nicht auf die bisherigen Kosten beschränkt werden. Die Kostengrenze ist nicht statisch, sondern muss entsprechend der Entwicklung der Angemessenheitsgrenze dynamisch angepasst werden. Entfällt nach dem Umzug die Hilfebedürftigkeit etwa durch eine befristete Beschäftigung kurzzeitig, entfällt damit auch die Beschränkung auf die bisherigen Kosten der Unterkunft. Es gibt keine Rechtsgrundlage für die Beschränkung auf die bisherigen Kosten der Unterkunft, wenn der Leistungsbezieher in seiner alten Wohnung keine Leistungen bezog und erst durch den Umzug hilfebedürftig wurde.
Wohnungsbeschaffungskosten und Umzugskosten werden nur anerkannt, wenn eine Zusicherung des Leistungsträgers vorliegt (§ 22 Abs. 6 SGB II). Das Gesetz nennt hierbei zwei Fälle, in denen die Kosten anerkannt werden sollen, in diesen Fällen ist das Ermessen regelmäßig auf Null reduziert: einerseits dann, wenn der Umzug durch den Grundsicherungsträger veranlasst wurde, andererseits dann, wenn der Umzug aus anderen Gründen notwendig ist und ohne die Zusicherung eine Unterkunft in einem angemessenen Zeitraum nicht gefunden werden kann. Andere Gründe im Sinne des Gesetzes können einerseits eine Eingliederungsmaßnahme sein, andererseits eine Kündigung bzw. Zwangsräumung des Vermieters. Zieht der Leistungsbezieher eigenmächtig um, weil der Grundsicherungsträger rechtswidrig die Zusicherung verweigert, kann er die Erstattung der ihm entstandenen Kosten verlangen. Umzugskosten können auch dann geltend gemacht werden, wenn der Leistungsbezieher krankheitsbedingt nicht mehr alleine in einer Wohnung leben kann und in einem Pflegeheim untergebracht werden muss.
Ein Umzug ist grundsätzlich selber unter Inanspruchnahme von Hilfe durch Familienangehörige und Freunde durchzuführen. Als Umzugskosten werden daher in der Regel lediglich die Kosten für die Anmietung von Umzugstransporter und Umzugskartons, die Entsorgung von Sperrmüll und ein Trinkgeld für die Helfer anerkannt. Nur wenn der Umzug nicht selbst durchgeführt werden kann, etwa wegen Alter, Behinderung, körperlicher Konstitution oder der Betreuung von Kleinstkindern, können auch die Kosten für ein gewerbliches Umzugsunternehmen anerkannt werden.
Zu dem Umzugskosten zählen grundsätzlich auch die Grundgebühr für die Einrichtung eines neuen Telefonanschlusses am neuen Wohnort sowie die Kosten für einen Nachsendeauftrag bei der Deutschen Post.

## Mietkaution
Die Übernahme der Kosten für eine Mietkaution war lange Zeit umstritten. Eine Mietkautionsversicherung ist für viele Leistungsbezieher wegen bereits bestehender Schufa-Einträge oft nicht möglich. Bis 2011 gab es keine Rechtsgrundlage dafür, Mietkautionen lediglich als Darlehen zu gewähren, dessen Tilgungsraten vom Regelsatz abgezogen werden, sodass eine notwendige Mietkaution als Zuschuss erbracht werden musste. Im Jahr 2011 wurde jedoch durch Neufassung des § 22 SGB II und der Neueinführung des § 42a SGB II klargestellt, dass eine Mietkaution als Darlehen erbracht werden soll, das in monatlichen Raten in Höhe von 10 Prozent des Regelsatzes getilgt wird. Dies ist jedoch umstritten, da im Regelsatz kein Betrag für eine Darlehenstilgung vorgesehen ist; die Einbehaltung der Tilgungsraten führe dazu, dass Leistungsbezieher keine Beträge für notwendige Ausgaben ansparen könnten und dann wiederum auf Darlehen angewiesen seien, die dann die Laufzeit der Tilgung verlängerten. In einem Gerichtsverfahren des Bundessozialgerichts, das aufgrund des Todes des Klägers endete, begründete das Gericht in seiner Kostenentscheidung Zweifel, ob Mietkautionen vom Regelbedarf zurückzuzahlen seien.

## Übernahme von Mietschulden
Mietschulden können nach § 22 Abs. 8 SGB II bzw. § 36 SGB XII übernommen werden, wenn dies zur Sicherung der Unterkunft notwendig ist. Die Entscheidung liegt dabei im Ermessen der Behörde. Mietschulden sollen übernommen werden, wenn ansonsten die Wohnungslosigkeit eintreten würde und mit der Begleichung der Mietschulden das Mietverhältnis fortgeführt bzw. ein neues Mietverhältnis mit dem Vermieter begründet werden kann. In einem solchen Fall ist das Ermessen regelmäßig auf Null reduziert. Mietschulden sollen dabei als Darlehen erstattet werden; eine Gewährung als Zuschuss kommt dann in Frage, wenn die Mietschulden nicht durch das Verhalten des Leistungsbeziehers, sondern durch rechtswidriges Verhalten des Grundsicherungsträgers entstanden sind.
Grundsätzlich kann jedes Mitglied der Bedarfsgemeinschaft die Übernahme von Mietschulden in voller Höhe beantragen, das Kopfteilprinzip gilt hier nicht. Die Mietschulden sind grundsätzlich in voller Höhe zu übernehmen. Die Mietschulden sind auch dann zu übernehmen, wenn unwirtschaftliches Verhalten oder ein Fehlverhalten des Leistungsbeziehers zum Entstehen der Mietschulden führten. Nur in einem „atypischen Ausnahmefall“ kann die Übernahme der Mietschulden verweigert werden. Ein solcher Fall ist jedoch in der Regel nur dann anzunehmen, wenn der Leistungsbezieher vorsätzlich oder grob fahrlässig die Mietschulden herbeigeführt hat, um dadurch eine Zahlungspflicht der Behörde auszulösen.
Die Übernahme der Mietschulden setzt voraus, dass die Wohnung an sich angemessen ist. Ebenso kommt die Übernahme von Mietschulden nicht in Betracht, wenn die Behörde dem Leistungsbezieher eine konkrete Ersatzwohnung anbietet. Ein allgemeiner Verweis darauf, dass der Wohnungsmarkt entspannt ist, ist jedoch nicht zulässig, ebenso der Verweis auf eine Obdachlosenunterkunft als Ersatzwohnung. Nimmt der Leistungsbezieher zur Begleichung der Mietschulden ein privates Darlehen auf, ist dieses ebenso erstattungsfähig.
Aufgrund einer expliziten Ausnahmeregelung in § 21 Satz 2 SGB XII kommt die Übernahme von Mietschulden nach dem SGB XII auch für solche Personen in Betracht, die erwerbsfähig, aber nicht hilfebedürftig im Sinne des SGB II sind, wenn sie von Wohnungslosigkeit bedroht sind.

## Rechtsmittel
In Streitigkeiten der Kosten der Unterkunft ist der Rechtsweg zu den Sozialgerichten gegeben.
Eine einstweilige Anordnung kommt bei den Kosten der Unterkunft nur in Betracht, wenn Wohnungslosigkeit oder eine vergleichbare Notlage droht. Wann Wohnungslosigkeit droht, wird von den Gerichten unterschiedlich bewertet. Einige Gerichte sehen schon die Drohung einer fristlosen Kündigung als ausreichend an, andere Gerichte halten es für zumutbar, bis zur Zwangsräumung zu warten. Dies wird von der Literatur als problematisch angesehen, da dem Leistungsbezieher so nur ein sehr enger Zeitrahmen bleibt, in dem er vorläufigen Rechtsschutz beantragen kann, bevor die Wohnung endgültig verloren ist, und dieses Wissen von einem rechtsunkundigen Bürger nicht erwartet werden kann. Am 1. August 2017 entschied das Bundesverfassungsgericht, dass die Sozialgerichte Leistungen der Kosten der Unterkunft im einstweiligen Rechtsschutz nicht mit der pauschalen Begründung verweigern dürfen, eine Eilbedürftigkeit bestehe erst bei Rechtshängigkeit der Räumungsklage.
Eine Ausnahme gilt lediglich dann, wenn die Erwerbsfähigkeit des Leistungsbeziehers zweifelhaft ist und Leistungen nach dem SGB II lediglich aufgrund von § 44a SGB II erbracht werden, da hier das Prinzip gilt, dass Streitigkeiten der Zuständigkeit nicht auf dem Rücken des Leistungsberechtigten ausgetragen werden dürfen.

## Kritik
Die Beschränkung der Kosten der Unterkunft auf angemessene Kosten, die durch die Grundsicherungsträger selbst bestimmt werden, gilt als problematisch. Einige Gerichte sehen die Verwendung eines unbestimmten Rechtsbegriffs bei einem elementaren Bestandteil des Existenzminimums als verfassungswidrig. Das Sozialgericht Mainz hatte diesbezüglich zwei Verfahren dem Bundesverfassungsgericht vorgelegt, um die Verfassungsmäßigkeit der Regelungen zu den Kosten der Unterkunft klären zu lassen; das Bundesverfassungsgericht hat die beiden Vorlageverfahren wegen inhaltlicher Mängel als unzulässig verworfen. In Einzelfällen entschieden sich Gerichte für eine verfassungskonforme Auslegung der Unterkunftskosten, bei denen nicht wie bisher die Grundsicherungsträger über die Angemessenheit entscheiden sollten, etwa indem grundsätzlich in allen Fällen die Wohngeldtabelle zu Rate gezogen werden sollte.
Aber auch die Rechtsprechung des Bundessozialgerichts zum schlüssigen Konzept steht unter Kritik. Mit jeder Entscheidung setzte das Gericht weitere Kriterien, sodass es heute nahezu unmöglich ist, ein rechtlich einwandfreies schlüssiges Konzept anzufertigen. Nur wenigen Grundsicherungsträgern ist es gelungen, ein solches schlüssiges Konzept anzufertigen, das vor dem Bundessozialgericht Bestand hatte.
Insbesondere seit der Flüchtlingskrise wird auch kritisiert, dass die Grundsicherungsträger zwar die Angemessenheit der Kosten der Unterkunft berechnen, mangels Rechtsgrundlage aber nicht prüfen können, ob die Wohnung auch tatsächlich in einem bewohnbaren Zustand ist. Die Mieter selbst sind, bedingt durch ihre schwierige Lage auf dem Wohnungsmarkt, meist nicht in der Lage, in solchen Fällen selbst gegen den Vermieter vorzugehen, weil sie sonst eine Kündigung befürchten müssten und im schlimmsten Falle die Obdachlosigkeit drohe. Außerdem können, bedingt durch die geltende Produkttheorie, auch extrem kleine Wohnungen, teilweise auch einzelne Zimmer nur zur Mitnutzung zu Quadratmeterpreisen vermietet werden, die weit über dem Durchschnitt liegen.
Werden die Kosten der Unterkunft nicht in voller Höhe anerkannt, führt das in der Regel dazu, dass betroffene Leistungsbezieher Geld aus dem Regelbedarf umschichten müssen, um daraus die Miete zu finanzieren. Diese sogenannte Wohnkostenlücke wird seit der Einführung des SGB II von Sozialverbänden kritisiert, weil die betroffenen Haushalte dadurch unter das Existenzminimum rutschen, mit allen damit verbundenen Folgen. Mit Stand Juli 2022 wurden in Deutschland bei 15,4 Prozent aller Bedarfsgemeinschaften nach dem SGB II, insgesamt bei 400.000 Bedarfsgemeinschaften die Kosten der Unterkunft nicht in voller Höhe anerkannt; die durchschnittliche Wohnkostenlücke bei den Bedarfsgemeinschaften, bei denen Kosten der Unterkunft nicht in voller Höhe anerkannt wurden, beträgt 90,79 €. Besonders gravierend ist das Problem nicht etwa in den Ballungsräumen, sondern vor allem im ländlichen Raum in Landkreisen mit einer hohen Eigentumsquote und einem nur sehr eingeschränkten Mietwohnungsmarkt; der Rekordhalter ist der Landkreis Leer in Ostfriesland, wo bei 57,6 Prozent und damit über der Hälfte aller Bedarfsgemeinschaften Kosten der Unterkunft nicht in voller Höhe anerkannt werden. In absoluten Zahlen ist die Wohnkostenlücke im Ballungsraum München am größten, der Rekordhalter ist hier der Landkreis Ebersberg mit einer durchschnittlichen Wohnkostenlücke von 248,38 €.

## Fiskalische Konsequenzen für die kommunalen Träger
Die Kosten der Unterkunft im Rahmen des SGB II werden grundsätzlich von den Kommunen (Kreise und kreisfreie Städte) getragen. Der Bund unterstützt diese Aufgabe mit einem zwischen den Jahren schwankenden Ausgabenanteil.
Im weiten Katalog kommunaler Sozialausgaben sind die Kosten der Unterkunft die einzige Aufgabe, die in klarem Zusammenhang zur lokalen sozialen Lage steht und in allen Ländern die gleiche kommunale Trägerstruktur aufweist. Die Ausgaben sind über die Jahre relativ stabil. Sie beliefen sich 2014 bundesweit auf 11,6 Mrd. Euro. In den kommunalen Ausgaben spiegeln sich im Wesentlichen die unterschiedlichen SGB-II-Anteile in der Bevölkerung wider. Das lokale Mietniveau und örtliches Ermessen der Behörden spielen eine relativ geringe Rolle. In der Folge belastet diese Sozialleistung wirtschaftsschwache Kommunen automatisch deutlich intensiver, denn wirtschaftsstarke. Die Ausgabenunterschiede zwischen den 398 Kreisen und kreisfreien Städte sind enorm: Im bayerischen Kreis Eichstätt sind sie mit 16 Euro je Einwohner am niedrigsten. Am höchsten sind sie in der Stadt Offenbach mit 388 Euro je Einwohner. Diese Disparitäten bestehen dauerhaft und entziehen den Kommunen Mittel für andere Aufgaben, insbesondere Investitionen.